# Cartoon Network Afrika
A Cartoon Network Afrika (angolul: Cartoon Network Africa) a Cartoon Network rajzfilmadó korábban Európában is, mára főleg Afrikában elérhető, angol nyelvű adásváltozata. 1993. szeptember 17-én kezdett sugározni Európa országaiban, köztük Magyarországon is. Azóta sok ország adása vált ki a CN Európából. A csatorna szétosztódása a mai napig tart. Görögországban és Cipruson a műsort görög feliratokkal adják.
Az adásidején a TCM-mel osztozik.

## Története
A csatorna afrikai változata 1993. szeptember 17-én sugárzott először. Ekkor még egész Európában, Afrikában és a Közel-Keleten ezt a változatot lehetett fogni. Korábban este 8 után, majd később már este 10 után a TNT-t lehetett fogni, szintén angolul. (Ezt 1999-ben a TCM váltotta fel.) 1995. március 4-én kivált Spanyolország adása. 1996. július 31-én az olasz adás, 1997. szeptember 1-jén a francia adás is kivált. A csatorna 1998. szeptember 1-jén tovább osztódott, ekkor vált ki a kelet-közép-európai régió, vagyis Magyarország, Románia és Lengyelország. Ezt követően 1999. október 15-én az angol-ír, 2000. január 1-jén a skandináv változat is önálló lett. 2004-től a Cartoon Network anyacége, a Turner Broadcasting System európai csatornáin a műsorokat digitalizálja és ily módon leváltották a hagyományos videokazettás rendszert. 2006. december 5-én Németország, 2008. január 28-án Törökország is kivált. 2009-ben újabb két változat született: a holland január 12-én és az orosz-délkelet-európai október 10-én. 2010. október 10-én 10 óra 10 perckor létrejött az arab változat is. 2013. október 1-jén kivált a portugál változat.